# Synagogue de Höchst-sur-le-Main (1905-1938)

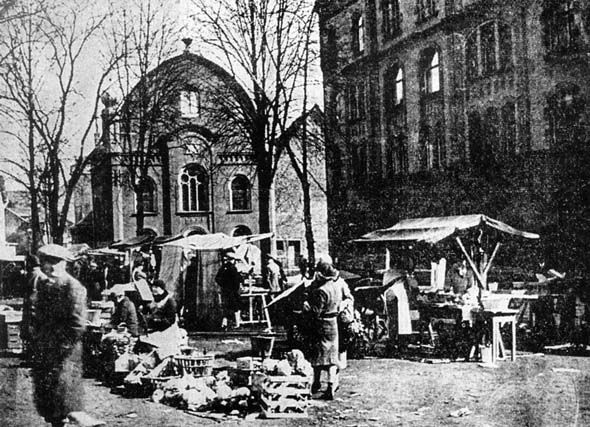
La synagogue et la place du marché

La synagogue de Höchst sur le Main , inaugurée en 1905, a été détruite en 1938 lors de la nuit de Cristal comme la plupart des autres lieux de culte juif en Allemagne.
Höchst sur le Main est une ville indépendante dans les environs de Francfort-sur-le-Main, jusqu'à son rattachement à Francfort en 1928. Elle devient alors un quartier de Francfort qui compte de nos jours environ 14 500 habitants.  

## Histoire de la communauté juive

### La communauté jusqu'à l'avènement du nazisme
Jusqu'à la fin du Moyen Âge, très peu de Juifs ont vécu à Höchst sur le Main. Aux XVe et XVIe siècles, on ne compte pas plus de deux familles juives. 
L'apparition d'une communauté moderne remonte au XVIIe siècle. En 1635, il n'y a qu'une seule famille juive. En 1648, il est fait état de deux propriétaires de maison juifs, Joseph Jud et Moschin Jud, et de deux propriétaires fonciers juifs, Simon Osterbach et Wolf Hochheimer. En 1745, il y a 12 habitants juifs et en 1800, six familles juives représentant 21 personnes, sur un nombre total d'environ 800 habitants à Höchst. Ces familles vivent du commerce de l'argent et de marchandises diverses pour lesquelles, elles doivent obtenir un permis de commerce. Depuis la fin du XVIIIe siècle, le commerce du vin leur est permis.
Dans le courant du XIXe siècle, leur nombre va croître rapidement, passant de 36 personnes en 1816, à 59 en 1843, sur un nombre total de 2 184 habitants, puis à 99 en 1890 soit 1,2% des 8 455 habitants. En 1895, on compte 128 Juifs, soit 1,2% de 10 781 habitants; en 1899: 160 sur 13 637 habitants, en 1905: 148 soit 0,9% de 16 175, 154 un an plus tard et en 1914, à la veille de la Première Guerre mondiale: 151 soit 0,9% de la population totale de 16 222 habitants.     
La communauté est organisée et en plus de la synagogue, possède un Mikve (bain rituel), ainsi qu'une école religieuse. Les morts sont enterrés dans la ville de Bad Soden am Taunus, distante de 6 km. L'enseignant religieux est en même temps Hazzan (chantre) et Schochet (abatteur rituel). La communauté dépend du rabbinat de district de Wiesbaden.      
Plusieurs associations caritatives ou de jeunesse participent à la vie associative de la communauté : le Israelitischer Frauenverein (Association des femmes israélites), fondée en 1861 et dirigée de 1911 à 1926 par Recha Hirsch, puis par Rosa Levi, chargée de l'aide aux malades et aux personnes dans le besoin ainsi que d'un accompagnement moral lors de soins palliatifs; la Israelitische Hilfskasse (Fonds d'aide mutuelle israélite), fondée en 1924 et chargée des personnes indigentes ; le Israelitischer Wohltätigkeitsverein (Association de bienfaisance israélite), fondée en 1889, qui prend en charge les malades et les soins aux migrants ; le jüdischer Jugendverein (Association de jeunesse juive) fondée après la Première Guerre mondiale, et la Chewra Kadischa, société du dernier devoir chargée des services funéraires.   
Au début du XXe siècle, la population juive croit encore légèrement et atteint son maximum de 200 personnes en 1932-1933.
En 1925, la population juive est de 184 personnes soit à peine 0,6% de la population totale de la ville de 31 534 habitants.  La communauté est dirigée par Mrs Max Ettinghausen, Emil Baum, J. Würzburger, Carl Hirsch et Gustav Gerson. Le Hazzan (chantre) et professeur de religion est, jusqu'en 1936, Kallmann Levi et l'officiant L. Abermann. L'éducation religieuse est dispensée à 12 enfants (28 en 1932). Des cours d'instruction religieuse sont aussi donnés dans les écoles publiques. Les bourgs de Griesheim et de Nied  sont rattachés à la communauté de Höchst, avec respectivement 16 et 3 personnes. En 1932, le président de la communauté est Berthold Ettinghausen, et le trésorier Gustav Gerson.
Les membres de la communauté sont très impliqués dans la vie économique, sociale et politique de la ville. En 1892, Siegmund Ettinghausen est élu conseiller municipal d'Höchst.
« Lors des dernières élections municipales Mr. Siegmund Ettinghausen a été nommé au conseil de la ville. La faveur des autorités se tourna aussi vers les institutions juives existantes; ainsi notre école religieuse est soutenue non seulement par la mise à disposition gracieuse des locaux avec le chauffage adéquate, mais aussi prise en charge matériellement. Il est bon de faire connaitre cette très belle action de l'administration locale de la ville, et de la relier à son souhait de voir les relations pacifiques entre les confessions continuer d'exister d'une manière sereine. »
En 1909, c'est au tour de Max Ettinghausen d'être élu conseiller municipal. 
La communauté juive de Höchst partage depuis 1870, le cimetière situé à Soden avec les communautés de Soden, Hofheim, Hattersheim et Okriftel. L'ancien cimetière situé à Niederhofheim date du dernier quart du XVIIe siècle. 
En 1928, Höchst est rattaché à Francfort-sur-le-Main. Les communautés juives de Francfort-Höchst, Francfort-Griesheim et Francfort-Nied dépendent du rabbinat de district de Wiesbaden.

### La période nazie
En 1933, à l'arrivée au pouvoir des nazis, la communauté juive de Höchst compte environ 200 personnes et représente 0,6% des 33 000 habitants de la ville. À partir de cette date, en raison de la privation de leurs droits civiques, du boycott des  commerces et établissements juifs et des agressions physiques, de nombreuses familles juives vont émigrer ou se réfugier dans les grandes villes allemandes. En 1936, le nouveau chantre et professeur de religion est Carl Hartogsohn.  
« Malgré la fusion qui a eu lieu depuis déjà un certain nombre d'années, la  communauté juive de Höchst am Main est restée indépendante, et maintient sa synagogue et ses autres institutions répondant aux exigences du judaïsme traditionnel. Après la retraite de Mr. Levy, leur précédent et méritant enseignant, c'est actuellement Mr. Carl Hartogsohn, chantre et professeur qui officie depuis bientôt trois ans à Groß-Gerau (Hesse), qui a été sélectionné pour ce poste. Mr. Hartogsohn rejoindra son nouveau poste avant Jomim Hanauroim (les grandes Fêtes). »
Carl Hartogsohn, né à Emden, est le dernier enseignant juif à Höchst am Main; lui et son épouse née Hede Rüb ont été déportés et assassinés en 1943.     
En 1938, 70 Juifs vivent encore à Höchst. Lors de la nuit de Cristal, du 9 au 10 novembre 1938, la synagogue est incendiée, et trois magasins juifs dans la Königsteiner Straße et la Dalbergstraße sont pillés et saccagés. La plupart des hommes juifs sont arrêtés et conduits tout d'abord au poste de police (Bolongaropalast), avant d'être incarcérés pendant plusieurs semaines au camp de concentration de Buchenwald.
Les Juifs de Höchst qui n'ont pu émigrer dans un pays sûr, ont été déportés entre 1941 et 1943 dans des camps d'extermination et assassinés. La brochure Juden in Höchst donne les noms des 102 habitants juifs de Höchst victimes des nazis.

## Histoire de la synagogue

### Les premières salles de prière
Une première salle de prière est installée en 1778 dans une petite maison à colombages construite en 1525, à l'intérieur des anciens remparts de la ville de 1355. On ne sait pas combien de temps, cette salle de prière, déjà mentionnée dans le plan de l'incendie de 1778,  comme Judenhaus (Maison des Juifs), a été utilisée. Au début du XIXe siècle, cette maison est le centre de la communauté juive, même étroite et petite, d'autant plus que les Juifs de Griesheim, Schwanheim, Liederbach, Münster et Niederhofheim, viennent à Höchst pour les offices. Après l'installation d'une nouvelle salle de prière en 1806, cette première salle de prière est vendue à des particuliers. La maison existe toujours au 2 Albanusstraße et un restaurant occupe son rez-de-chaussée.
En 1806, est inaugurée, dans la Bachgasse, la nouvelle salle de prière, installée dans une ancienne tour du mur nord de la ville. Cette tour est louée par la communauté juive, contre paiement annuel de la somme de 4 florins au gouvernement de Nassau. Elle se trouve à proximité du Mikve (bain rituel), construit en 1798, et alimenté par une partie de l'eau de la rivière Liederbach qui coule en ville. Compte tenu de la nouvelle destination de la tour, une partie des murs d'enceinte de la ville a dû être écrêtée. Cette salle de prière n'est utilisée que pendant dix ans. En effet, le gouvernement approuve la démolition de la tour pour permettre la construction d'une synagogue, la troisième sur les décombres de l'ancienne.
Cette nouvelle synagogue est inaugurée le 23 août 1816. Pendant les années 1890, la population juive de la ville croit rapidement. Après avoir hésité entre une extension de la synagogue présente et la construction d'une nouvelle synagogue, la décision de construire un nouveau bâtiment est approuvée en octobre 1904 par le conseil de la communauté,. 

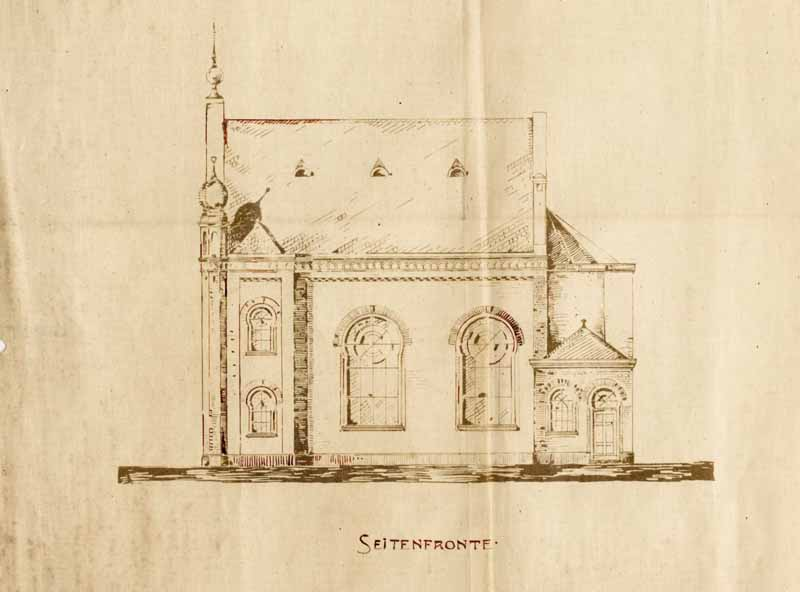
Plan d'architecte

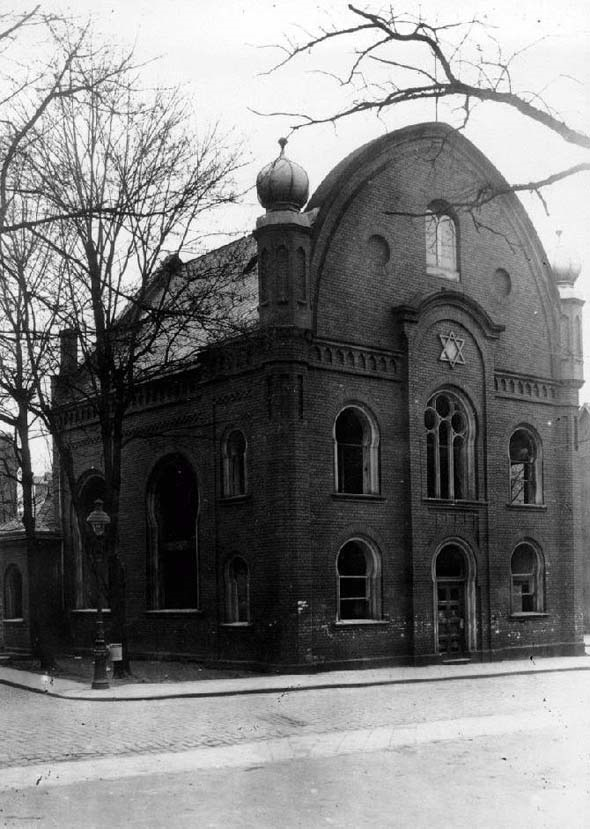
La synagogue vers 1910.

### La nouvelle synagogue
Le nouveau bâtiment est construit à l'emplacement de l'ancienne synagogue. Le président de la communauté présente le 31 janvier 1905 le projet à la ville pour l'obtention du permis de construire. Celui-ci est attribué peu de temps après, si bien que la première pierre est posée le 16 mai 1905. Pendant la période de construction de la synagogue, les offices se déroulent dans la salle paroissiale catholique.    
La nouvelle synagogue est construite en style roman sur un terrain de 300 m2 selon les plans de l'architecte et ingénieur de construction Sigmund Münchhausen de Cologne, connu pour avoir déjà bâti les synagogues d'Einbeck et d'Osnabrück,  Elle est inaugurée par le rabbin Dr. Horovitz de Francfort-sur-le-Main le 14 décembre 1905. La consécration de la synagogue a été décrite dans la presse juive ainsi que dans la presse locale
« Le 14 de ce mois, l'inauguration de la nouvelle synagogue locale s'est déroulée par un office solennel en présence des représentants des autorités royales et municipales. Cette maison de Dieu, construite en style roman, selon les plans de l'architecte S. Munchausen de Cologne était richement décorée avec des fleurs et remplie jusqu'au dernier siège par de nombreux invités. Les habitants des rues environnantes avaient abondamment pavoisées leurs maisons. Dans la soirée, un banquet a été organisé. Les participants étaient des fidèles de toutes les confessions, et la fête se déroulait de façon exaltante.
Le déroulement de la célébration dans sa totalité était tel que tous les participants, et surtout ceux de la communauté juive pouvaient avec une très grande satisfaction, être fiers de ce jour d'inauguration de la synagogue. »
« Jeudi dernier s'est déroulée l'inauguration de la synagogue nouvellement construite. À quatre heures, les fidèles se sont  réunis devant la maison du président Ettinghausen pour accompagner solennellement les rouleaux de Torah dans leur transfert à la synagogue. En entrant dans l'espace sacré, le cortège a été accueilli  par le chœur du chantre Neumann de Francfort, un élève de la chanteuse d'opéra Bentfeld. Puis avec le chant des psaumes habituels, les rouleaux de Torah ont été présentés puis placés dans l'Arche Sainte. Le rabbin, Dr Horovitz de Francfort prononça alors un sermon. Puis la lampe éternelle a été allumée, et l'office du soir avec le chantre Ogutsch de Francfort en tant qu'officiant, termina la célébration religieuse. Parmi les invités de la cérémonie, nous avons remarqué entre autres le conseiller régional d'Achenbach, le bourgmestre Paleske, le directeur Dr. Adler de Francfort, l'avocat Dr. Blue, le président de la communauté juive de Francfort. Le clergé de Höchst, qui avait également été invité, ne s'est pas présenté. Dans la soirée, un banquet a été organisé.  »
L'architecte Munchausen a conçu un bâtiment en brique avec toit en ardoise. L'encadrement des portes et des fenêtres, ainsi que la couverture du pignon sont en pierre de grès. La synagogue possède une galerie réservée pour les femmes construite en fer avec pour s'y rendre, un escalier en béton armé. La façade avec ses deux tours d'angle est dirigée vers l'est, vers la place du marché de Höchst. À l'arrière du bâtiment, se trouvent le Mikve (bain rituell) alimenté par des eaux souterraines de la Liederbach, et une pièce pour l'officiant. La synagogue offre 84 places pour les hommes et 54 pour les femmes en galerie.
La synagogue ne restera qu'un peu plus de trois décennies le centre de la vie cultuelle et culturelle de la communauté juive de Höchst. 
Le 10 novembre 1938, des hommes de la SA de Höchst pénètrent dans la synagogue, brisent le mobilier et y mettent le feu. Un homme juif se précipite dans la synagogue afin de pouvoir sauver les rouleaux de Torah. Les SA le chassent en le rouant de coups et en crachant dessus.  À midi, la synagogue est entièrement embrasée, devant une foule de spectateurs venus contempler la scène. Les pompiers appelés sur les lieux reçoivent comme instruction de ne pas tenter d'éteindre l'incendie, et de se limiter à empêcher la propagation du feu aux maisons voisines. 
Peu après la destruction de la synagogue, la ville annonce son intérêt pour l'achat de la parcelle. En mars 1939, un accord de vente est signé entre la communauté juive et la ville, dans lequel la communauté s'engage à prendre à sa charge le déblaiement des ruines de la synagogue. Le montant de la vente doit être déposé sur un compte bloqué du Devisenstelle (Office des changes, chargé de la spoliation des Juifs allemands). Le terrain est alors entouré d'une clôture. En 1942, la ville vend le terrain au Reich allemand, qui y construit un abri anti-aérien qui existe encore de nos jours.

## Commémorations de l'après-guerre

### Sur le site de la synagogue détruite
Le 24 juin 1966, une plaque commémorative est apposée sur l'abri. Celle-ci porte l'inscription:
« Hier stand die Synagoge der Jüdischen Gemeinde Höchst, 1938 durch die Nationalsozialisten zerstört, wiedererrichtet mit Hilfe der Stadt Frankfurt a.M. in Neve Efraim (Israel)
Ici se trouvait la synagogue de la communauté juive de Höchst, détruite en 1938 par les nazis, reconstruite avec l'aide de la ville de Francfort-sur-le-Main à Neve Ephraim (Israël) »
.

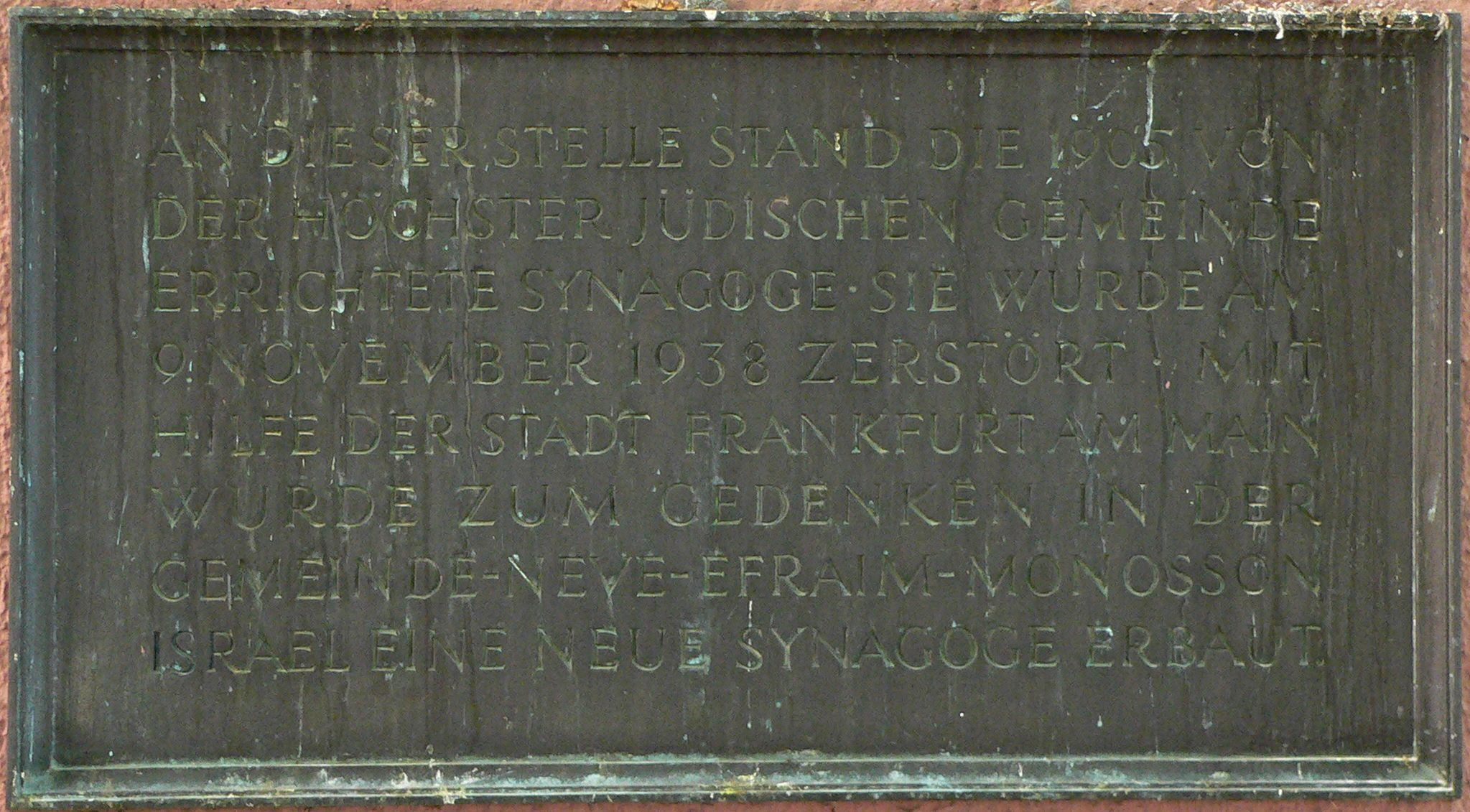
Plaque commémorative de 1976

Ce texte pouvant prêter à confusion, une nouvelle plaque en cuivre conçue par Ernst Slutzky la remplace en 1976, portant l'inscription suivante:
« An dieser Stelle stand die 1905 von der Höchster Jüdischen Gemeinde errichtete Synagoge. Sie wurde am 9. November 1938 zerstört. Mit Hilfe der Stadt Frankfurt am Main wurde zum Gedenken in der Gemeinde Neve-Efraim-Monosson/Israel eine neue Synagoge erbaut
À cet endroit se trouvait la synagogue érigée en 1905 par la communauté juive de Höchst. Elle a été détruite le 9 novembre 1938. Avec l'aide de la ville de Francfort-sur-le-Main, en mémoire, une nouvelle synagogue a été construite dans la communauté de Neve-Efraim-Monosson/Israël »
La plaque fait mention d'un don de 20 000 marks offert par la ville de Francfort à la ville de Neve Efraim pour l'aider à financer la construction d'une synagogue. 
D'avril 1982 jusqu'en 2010, se trouvait devant l'abri anti-aérien une réplique d'une sculpture antiguerre de 1928 du sculpteur de Höchst, Richard Biringer, dénommée Der Krieg (La guerre). L'originale avait été retirée par les nazis et fondue. 
En 2008, la place située devant l'emplacement de la synagogue a été rebaptisée Ettinghausenplatz et doit être réaménagée. En novembre 2010, deux Medienviewer (télescope dans le passé) sont installés, permettant de visualiser une reconstruction virtuelle de la synagogue. Pour réaliser ce projet, l'architecte Marc Grellert a utilisé des plans retrouvés de la synagogue ainsi que de vieilles photographies,.   

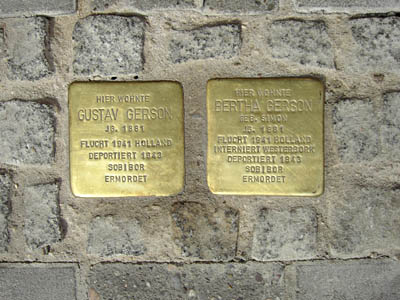
Deux Stolpersteine dans la Bolongarstrasse

### Les Stolpersteine
Le 20 octobre 2006, les neuf premières Stolpersteine (pierre qui fait trébucher - pierre d'achoppement) ou pierre du souvenir, œuvre de l'artiste Gunter Demnig, sont encastrées, à Höchst, dans la chaussée devant le dernier domicile connu de victimes du nazisme. Une plaque de laiton, fixée sur la pierre, porte le nom, la date de naissance et si connue la date du décès des victimes du nazisme, majoritairement des Juifs, mais aussi des dissidents politiques, des Tziganes, des homosexuels, des témoins de Jéhovah ainsi que des victimes de l'euthanasie.  
D'autres Stolpersteine sont scellées sur les trottoirs de Höchst au cours des années suivantes : 15 en 2007; 20 en 2008; 9 en 2009; 5 en 2010; 8 en 2011; 2 en 2012; 3 en 2013 et 2 en 2014.